# Eyale Le Beau
Eyale Le Beau (29 gennaio 1989) è un judoka della Repubblica Democratica del Congo.

## Palmarès
- Campionati africani

Tunisi 2018: bronzo nei -90kg.